# Блохин, Николай Кондратьевич
Николай Кондратьевич Блохин (1841—1918?) — почетный житель города Уфы, меценат, купец первой гильдии, книготорговец и книгоиздатель.

## Биография
Николай Кондратьевич Блохин родился в Уфе 1841 года в семье потомственного купца I гильдии Кондратия Николаевича Блохина.
В 1863 году в России наконец-то отменили откупную систему продажи крепких спиртных напитков и Блохины скупили лавки в Гостинном дворе. В этом же году Кондратий Игнатьевич Блохин, отец Николая Кондратьевича Блохина, основал пивоваренный завод на том месте, где в советское время обосновался завод РТИ, в 1993 году переименованный в «УЗЭМИК». Фирма Блохиных держала в Уфе 16 питейных домов.
1867 году Блохины покупают бывшую аксаковскую усадьбу с прудом (ныне Сад культуры и отдыха имени Аксакова), там же действовал водочный завод.
Библиотека, которую уфимцы называли «Блохинской», была открыта в 1869 году и уже через 7 лет насчитывала 3 тыс. книг. Выписывались почти все известные журналы на русском языке (более 100 комплектов) и популярные газеты.
В 1871 году после смерти матери Николай Кондратьевич Блохин получил от родителей в наследство все типографское дело. В то время как, старший брат Александр Кондратьевич Блохин унаследовал заводы по производству алкогольной продукции.
4 октября 1872 года в Спасской церкви повенчался 30-летний Николай Кондратьевич Блохин на дочери известного купца 2-й гильдии Николая Лаврентьевича Пенны.
В 1874 году была открыта печатня Н. К. Блохина ставшая первой крупной частной типографией в Уфе. Здесь тиражировались книги, брошюры, плакаты, листовки, календари, открытки с видами города и т. п.
11 ноября 1880 года уфимский 2-й гильдии купец Александр Кондратьевич Блохин, брат Николай Кондратьевича, взял на два года взаймы 18 000 рублей под 10 % годовых, у цивильского купца 2-й гильдии Владимира Хрисанфовича Тушнова. Как обеспечение Александр Кондратьевич заложил пивоваренный завод отстроенный на Романовской пустоши. Помимо, Блохин заложил Тушнову и усадьбу на углу Голубиной и Спасской (ныне Сад Аксакова).
В 1884 году в ходе аукциона по банкротству Александра Кондратьевича Блохина всё заложенное имущество скупил успешный мензелинский предприниматель Василий Ильич Видинеев.
В 1912 году Н. К. Блохин передал библиотеку в дар городу. Она составила значительную часть фондов современной библиотеки № 2 на ул. Сочинской.
Место и дата смерти доподлинно неизвестно. В 1989 году внучатая племянница Блохина Антонина Исаева рассказала, что в первые годы революции Николая Кондратьевича выгнали из дома на улицу, а потом посадили в тюрьму, где он и скончался от воспаления лёгких.

## Интересные факты
Николай Кондратьевич Блохин пожертвовал крупные суммы на постройку здания Мариинской женской гимназии (нынешняя 3-я школа), на углу улиц Малой Усольской (ныне Усольской) и 3-го Усольского переулка (Зилаирская ул.). Построил бесплатную больницу на 24 койки.
В 2016 году зданию первой типографии Н. К. Блохина был присвоен статус объекта культурного наследия регионального значения.
Пожертвовал большую сумму денег на строительство часовни на Верхнеторговой площади. Сейчас вместо часовни на площадке стоят фонтан и памятник кунице.
Кавказская улица находящаяся в Кировском районе города Уфа до 1930 года называлась улица Блохина.